# Космос-1867
Космос-1867 (индекс ГРАУ — 17Ф16К) — советский спутник серии «УС-А» типа «Плазма-А». Запущен 10 июля 1987 года с космодрома Байконур ракетой Циклон-2. Входил в состав системы морской космической разведки и целеуказания МКРЦ «Легенда». На западе эти спутники этого типа известны под кодовым названием «RORSAT» (англ. Radar Ocean Reconnaissance SATellite). Продолжительность миссии — около одиннадцати месяцев. Энергию получал от ядерного реактора.

## Орбитальные данные
- Перигей — 813 км
- Апогей — 797 км
- Период обращения вокруг Земли — 100,8 минуты
- Угол наклона плоскости орбиты к плоскости экватора Земли — 65°

## Описание
Спутник получал питание от ядерного реактора «Топаз-1». Топливом реактора служил диоксид урана с обогащением 90 %. Тепловая мощность реактора — 150 кВт, выходная электрическая — до 6,6 кВт. Охлаждался жидким натрий-калием (NaK). Использовал высокотемпературный регулятор, содержавший водородное и высокообогащённое топливо. Вырабатывал электричество с помощью термоэмиссионного преобразователя. Плазменный двигатель — СПД-70.
В отличие от ранних спутников типа УС-А Космос-1867 и его близнец Космос-1818 были запущены на высокую орбиту. Это позволило избежать неудач, таких, как случай с Космосом-954, который упал в Канаде в 1978-м году.
В отличие от своего близнеца Космоса-1818, трубы системы охлаждения которого раскололись от солнечного тепла, Космос-1867 не имел повреждений.